# Fri-Son
 (novembre 2022).
Fri-Son est une salle de concerts fondée en 1983 dans la ville de Fribourg, en Suisse.

## Histoire et lieux
Fri-Son est né en 1983 du manque d'espaces culturels autogérés en Suisse. Le mouvement a débuté en réaction critique aux festivités officielles du 500e anniversaire de l'entrée du canton de Fribourg dans la Confédération. 
D'abord implanté dans l'ancien Hôpital des Bourgeois, la fermeture de ces locaux en 1984 obligea le collectif à négocier avec les autorités afin d'investir une ruine industrielle sise proche de la salle actuelle. C'est en juin 1988 que le collectif bénévole s'implante dans les locaux actuels de la route de la Fonderie 13, dotés de bureaux ainsi que d'une vaste salle. En 2003, Fri-Son s’agrandit encore, devient propriétaire des locaux, et profite de cette occasion pour réaménager son espace culturel.
La salle compte 1 200 places debout en 2024, ce qui en fait la plus grande salle de concerts du canton de Fribourg.

## Programmation
Débutant avec un programme musical composé de punk rock, de dark wave, de funk et de musiques d'improvisation, la salle a depuis étoffé son offre. Elle a vu entre ses murs, les performances de groupes locaux comme internationalement connus, dont :
- The Young Gods, en 1987, 1988, 1989, 1992, 1995, 2001, 2004, 2007, 2008, 2009, 2011, 2012, 2019 et 2022
- Nirvana, le 25 novembre 1989
- Suprême NTM, le 20 décembre 1991
- Korn, le 28 mai 1997
- Muse, les 11 février 2000 et 20 avril 2001
- Phoenix, les 15 novembre 2000 et 25 avril 2004
- Queens of the Stone Age, le 17 novembre 2002
- Stromae, le 19 novembre 2011
- Tryo, le 8 juin 2012